# Джеміні-3
Джеміні-3 — американський пілотований космічний корабель. Здійснив перший пілотований політ за програмою «Джеміні», а також перший орбітальний маневр, що здійснений пілотованим апаратом.

## Екіпажі[1]

### Основний екіпаж
- Вірджил Гріссом (англ. Virgil Grissom) — командир
- Джон Янг (англ. John Young) — пілот

## Політ
Запуск — 23 березня 1965 року в 9:24.
Тривалість польоту — 4 години, 52 хвилини, 31 секунда, корабель здійснив 3 витка навколо Землі.
Вперше в пілотованому польоті екіпаж змінював параметри орбіти. При входженні в атмосферу з`ясувалось, що аеродинамічні параметри капсули відрізняються від розрахованих, через що приводнення відбулось за 110 км від запланованого місця.
Під час польоту пілот-новачок Джон Янг прославився тим, що контрабандою проніс на борт корабля сендвіч із солониною і на орбіті вручив його командиру. Хоча інформація про інцидент вийшла за межі НАСА і навіть стала приводом для обговорення у конгресі, на подальшу кар'єру астронавтів це не вплинуло.

## Параметри польоту
- Маса корабля: 3225 кг
- Середня висота орбіти: 224 км
- Нахил: 33,0°
- Кількість витків: 3